# Lagoa dos Ingleses
Lagoa dos Ingleses é uma lagoa artificial, situada no município de Nova Lima, em Minas Gerais, formada a partir do represamento das águas do rio do Peixe. Foi criada com o objetivo de ser uma barragem para armazenar água da chuva que posteriormente seria utilizada para gerar energia elétrica para a mina de Morro Velho.
Em novembro de 2008, o Alphaville Lagoa dos Ingleses foi pauta de uma comissão da Assembleia Legislativa de Minas Gerais após denúncias de poluição da lagoa pela concessionária de água e esgoto local Samotracia. As denúncias foram embasadas em laudo da Fundação Estadual do Meio Ambiente (FEAM) que traziam análises da Copasa indicando a presença de coliformes fecais na lagoa acima do previsto nas normas técnicas. Em uma das reuniões da comissão foram exibidas fotos e vídeos que indicavam o lançamento de esgoto in natura na lagoa. Entretanto, o problema foi solucionado e hoje em dia a lagoa é considerada uma das mais limpas da região metropolitana de Belo Horizonte, sendo realizadas frequentemente atividades esportivas aquáticas no local.